# Campeonato Asiático de Atletismo de 2013 - 200 m feminino
A prova dos 200 metros feminino do Campeonato Asiático de Atletismo de 2013 foi disputada entre os dias 6 e 7 de julho de 2013 no Shree Shiv Chhatrapati Sports Complex em Pune, na Índia. 

## Recordes
Antes desta competição, os recordes mundiais e do campeonato nesta prova eram os seguintes:
|                       | Nome                     | Nacionalidade  | Tempo  | Local   | Data                   |
| --------------------- | ------------------------ | -------------- | ------ | ------- | ---------------------- |
| Recorde mundial       | Florence Griffith-Joyner | Estados Unidos | 21s 34 | Seul    | 29 de setembro de 1988 |
| Recorde do campeonato | Damayanthi Darsha        | Sri Lanka      | 22s 84 | Jacarta | 2000                   |
| Recorde asiático      | Li Xuemei                | China          | 22s 01 | Xangai  | 22 de outubro de 1997  |

## Medalhistas
| Ouro                     | Prata          | Bronze            |
| Viktoriya Zyabkina (KAZ) | Asha Roy (IND) | Dutee Chand (IND) |

## Cronograma
Todos os horários são locais (UTC+5:30).
| Data       | Hora  | Evento  |
| ---------- | ----- | ------- |
| 6 de julho | 9:40  | Bateria |
| 7 de julho | 16:30 | Final   |

## Resultados

### Bateria
Qualificação: 2 atletas de cada bateria  (Q) mais os  2 melhores qualificados (q). 
| Posição | Bateria | Atleta              | Nacionalidade  | Tempo | Notas |
| ------- | ------- | ------------------- | -------------- | ----- | ----- |
| 1       | 1       | Maryam Toosi        | Irão           | 23.64 | Q     |
| 2       | 1       | Dutee Chand         | Índia          | 23.76 | Q     |
| 2       | 2       | Viktoriya Zyabkina  | Cazaquistão    | 23.76 | Q     |
| 4       | 1       | Chisato Fukushima   | Japão          | 23.96 | q     |
| 5       | 3       | Asha Roy            | Índia          | 24.01 | Q     |
| 6       | 2       | Dana Hussain        | Iraque         | 24.09 | Q     |
| 7       | 2       | Srabani Nanda       | Índia          | 24.20 | q     |
| 8       | 2       | Li Manyuan          | China          | 24.24 |       |
| 9       | 3       | Sujani Buddika      | Sri Lanka      | 24.25 | Q     |
| 10      | 3       | Olga Andreyeva      | Cazaquistão    | 24.31 |       |
| 11      | 1       | Lin Huijun          | China          | 24.37 |       |
| 12      | 3       | Mayumi Watanabe     | Japão          | 24.48 |       |
| 13      | 3       | Diana Agliulina     | Uzbequistão    | 24.51 |       |
| 14      | 3       | Komalam Selveretnam | Malásia        | 24.82 |       |
| 15      | 2       | Zaidatul Zulkifli   | Malásia        | 25.29 |       |
| 16      | 3       | Najma Parveen       | Paquistão      | 25.74 |       |
| 17      | 2       | Afa Ismail          | Maldivas       | 26.51 |       |
| 18      | 3       | Zakia Sultana       | Bangladesh     | 26.52 |       |
| 19      | 1       | Dil Maya Karki      | Nepal          | 27.57 |       |
| 20      | 2       | Nazmur Nahar Buity  | Bangladesh     | 27.84 |       |
| 21      | 1       | Hui Man Ling        | Hong Kong      | DSQ   |       |
| 22      | 1       | Yelena Ryabova      | Turquemenistão | DNS   |       |
| 22      | 1       | Guzel Khubbieva     | Uzbequistão    | DNS   |       |
| 22      | 2       | Maysa Rejepova      | Turquemenistão | DNS   |       |

### Final
A final da prova ocorreu dia 7 de julho às 16:30.
| Posição           | Atleta             | Nacionalidade | Tempo  | Notas |
| ----------------- | ------------------ | ------------- | ------ | ----- |
| Medalha de ouro   | Viktoriya Zyabkina | Cazaquistão   | 23.62  |       |
| Medalha de prata  | Asha Roy           | Índia         | 23.71  |       |
| Medalha de bronze | Dutee Chand        | Índia         | 23.811 |       |
| 4                 | Chisato Fukushima  | Japão         | 23.812 |       |
| 5                 | Maryam Toosi       | Irão          | 23.83  |       |
| 6                 | Dana Hussain       | Iraque        | 24.12  |       |
| 7                 | Srabani Nanda      | Índia         | 24.38  |       |
| 8                 | Sujani Buddika     | Sri Lanka     | 24.41  |       |

Legenda
| Recorde mundial       | Recorde mundial (World record)               |                       | Recorde africano                      | Recorde africano (African) |                                           | Q | Classificado por posição (Qualified) |
| Recorde do campeonato | Recorde do campeonato (Championship record)  | Recorde da América    | Recorde da América (Americas)         | q                          | Classificado por melhor tempo (Qualified) |   |                                      |
| Melhor marca do ano   | Melhor marca do ano (World leading)          | Recorde asiático      | Recorde asiático (Asian)              | DNS                        | Não largou (Did not start)                |   |                                      |
| Recorde nacional      | Recorde nacional (National record)           | Recorde europeu       | Recorde europeu (European)            | DNF                        | Não terminou (Did not finish)             |   |                                      |
| Recorde pessoal       | Recorde pessoal do atleta (Personal best)    | Recorde da Oceania    | Recorde da Oceania (Oceania)          | DSQ / DQ                   | Desclassificado (Disqualified)            |   |                                      |
| Recorde da temporada  | Recorde da temporada do atleta (Season best) | Recorde sul-americano | Recorde sul-americano (South America) | NM                         | Sem marca (No mark)                       |   |                                      |